# アブドゥルラフマン・モハムード・ファロレ
アブドゥルラフマン・モハムード・ファロレ（英: Abdirahman Mohamud Farole, ソマリ語: Cabdiraxmaan Maxamuud Faroole, アラビア語: عبد الرحمن محمد）はソマリアの政治家。同国内の事実上の独立地域であるプントランド・ソマリア国の大統領を務めた（第5代、2009-2014年）。

## 経歴
ソマリ族・ダロッドのハルティ氏族・マジェルテーン支族出身のファロレはソマリア国立大学 (en) 、アメリカのニューヨーク州立大学オールバニ校、レバノンのベイルート国際統計研究所（International Statistical Institute of Beirut）、オーストラリアのラ・トローブ大学を卒業した。その後、現在は消滅しているソマリ中央銀行のハルゲイサ支店、ベルベラ支店で上級管理職・部長を務め、さらに同国際部で監査役、部門長を務めた。1970年から1986年までは商業・貯蓄銀行（Commercial & Savings Bank）の総務部長も務めている。
その後ファロレはプントランドのモハムード・ムセ・ヘルシ大統領の下で財務長官を務めた。しかしヘルシ大統領と国内の石油採掘でオーストラリアの石油会社レンジ･リソース社の扱いについて対立し、財務長官をやめた。その後10年間オーストラリア・メルボルン郊外で過ごし、ラ・トローブ大学で歴史学のPh.D.を取得した。博士論文のテーマは「武力対立解消後の銀行および金融機関の再建」である。

## プントランド大統領
伝えられるところによると、ファロレの経歴を買ったさまざまな政治勢力が、彼を支持するとしてプントランド大統領選への出馬を要請したが、ファロレは当初これを断っていたという。しかし最終的には2008-2009プントランド大統領選に出馬するためオーストラリアからソマリアに戻った。2009年1月の選挙で、他の候補者を破ってプントランド大統領に選出された。ファロレはその勝利演説において、ソマリア沖の海賊対策に正面から取り組むこと、さらには利益供与を目的として海賊に協力的な地方自治体に断固とした手段をとることを誓っている。2014年に退任。